# How's It Goin' Down
"How's It Goin' Down" é o terceiro single do rapper norte-americano DMX com a participação da cantora de R&B Faith Evans, do seu álbum de estreia, It's Dark and Hell Is Hot. O single alcançou o número 70 na parada Billboard Hot 100.

## Posições nas paradas
| Parada                                            | Posição |
| ------------------------------------------------- | ------- |
| E.U.A. Billboard Hot 100                          | 70      |
| E.U.A. Billboard Hot R&B/Hip-Hop Singles & Tracks | 19      |